# Villafranca Padovana
Villafranca Padovana är en ort och kommun i provinsen Padova i regionen Veneto i Italien. Kommunen hade 10 479 invånare (2018).